# Xiangliu (satelit)
Xiangliu, denumirea completă 225088 Gonggong I Xiangliu, este singurul satelit cunoscut al planetei pitice probabile 225088 Gonggong din discul împrăștiat. A fost descoperit de o echipă de astronomi condusă de Csaba Kiss în timpul unei analize a imaginilor de arhivă ale telescopului spațial Hubble ale lui Gonggong. Echipa de descoperire a bănuit că rotația lentă a lui Gonggong a fost cauzată de forțele mareice exercitate de un satelit în orbită. Xiangliu a fost identificat pentru prima dată în imaginile de arhivă Hubble realizate cu Wide Field Camera 3 a lui Hubble pe 18 septembrie 2010. Descoperirea sa a fost raportată și anunțată de Gábor Marton, Csaba Kiss și Thomas Müller la cea de-a 48-a întâlnire a Diviziei pentru Științe Planetare din 17 octombrie 2016. Satelitul poartă numele lui Xiangliu, un monstru șarpe otrăvitor cu nouă capete din mitologia chineză, care l-a însoțit pe zeul apei Gonggong în calitate de ministru principal. 

## Observații

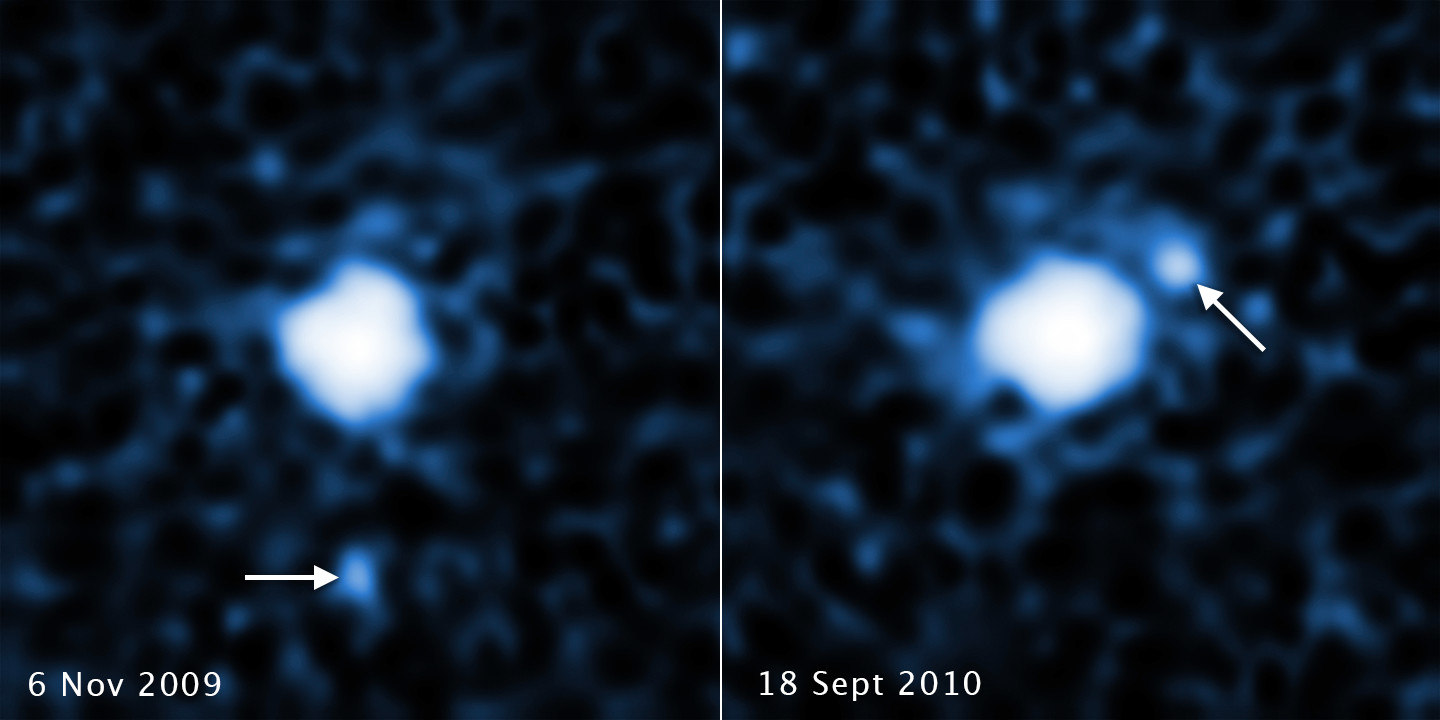
Gonggong și satelitul său Xiangliu, fotografiați în 2009 și 2010 cu Wide Field Camera 3 a lui Hubble

În urma descoperirii din martie 2016 conform căreia Gonggong era un rotator neobișnuit de lent, a fost ridicată posibilitatea ca un satelit să-l fi încetinit prin forțele mareice. Indicațiile unui posibil satelit care-l orbitează pe Gonggong l-au determinat pe Csaba Kiss și echipa sa să analizeze observațiile din arhiva Hubble ale Gonggong. Analiza lor a imaginilor Hubble făcute pe 18 septembrie 2010 a dezvăluit un satelit slab care-l orbitează pe Gonggong la o distanță de cel puțin 15.000 kilometri (9.300 mi). Descoperirea a fost anunțată pe 17 octombrie 2016, deși satelitul nu a primit o desemnare provizorie adecvată. Echipa de descoperire a identificat ulterior satelitul în imaginile anterioare de arhivă Hubble, făcute pe 9 noiembrie 2009. 
Din observațiile ulterioare Hubble din 2017, magnitudinea absolută a satelitului este estimată a fi cu cel puțin 4,59 magnitudini mai slabă decât Gonggong, sau 6.93±0.15 având în vedere magnitudinea absolută estimată a lui Gonggong de 2,34. 

## Orbită

Secvență se imagini Hubble cu Gonggong și satelitul său Xiangliu

Pe baza imaginilor Hubble cu Gonggong și Xiangliu făcute în 2009 și 2010, echipa de descoperire a restrâns perioada orbitală a lui Xiangliu la între 20 și 100 de zile. Ei au determinat mai bine orbita cu observații suplimentare Hubble în 2017. Se crede că Xiangliu este în rotație sincronă cu Gonggong. 
Deoarece observațiile lui Xiangliu acoperă doar o mică parte din orbita lui Gonggong în jurul Soarelui,  nu este încă posibil să se determine dacă orbita lui Xiangliu este progradă sau retrogradă. Bazat pe un model de orbită progradă, Xiangliu orbitează Gonggong la o distanță de aproximativ 24.021 kilometri (14.926 mi) și completează o orbită în 25,22 zile.  Folosind același model de orbită progradă, echipa de descoperire a estimat că orbita sa este înclinată față de ecliptică cu aproximativ 83 de grade, ceea ce implică faptul că Gonggong este văzut într -o configurație aproape de pol sub presupunerea că orbita lui Xiangliu are o înclinație scăzută față de ecuatorul lui Gonggong. 
Orbita lui Xiangliu este extrem de excentrică. Se crede că valoarea de 0,29 a fost cauzată fie de o orbită intrinsec excentrică, fie de evoluția mareică lentă, în care timpul de circularizare a orbitei sale este comparabil cu vârsta Sistemului Solar. Este posibil să fi rezultat și din mecanismul Kozai, determinat de perturbații fie de la forțele mareice ale Soarelui, fie de la termeni de ordin superior în potențialul gravitațional al lui Gonggong datorită formei sale oblate. Se crede că dinamica orbitală este similară cu cea a satelitului lui Quaoar, Weywot, care are o excentricitate moderată de aproximativ 0,14. 

## Caracteristici fizice
Diametrul minim posibil al lui Xiangliu, corespunzător unui albedo de 1, este 36 km. Pentru ca orbita lui Xiangliu să rămână excentrică pe o scară de timp comparabilă cu vârsta Sistemului Solar, acesta trebuie să fie mai mic de 100 kilometri (60 mi) în diametru, corespunzătoare unui albedo mai mare de 0,2. La descoperirea sa, diametrul lui Xiangliu a fost estimat inițial la 237 kilometri (147 mi), în ipoteza că albedo-urile lui Xiangliu și Gonggong erau egale. Măsurătorile fotometrice din 2017 au arătat că Xiangliu este mult mai puțin roșu decât Gonggong. Diferența de culoare a Δ V–I = 0.43±0.17 între Gonggong (V–I= 1.65±0.03) și Xiangliu (V–I= 1.22±0.17) este printre cele mai mari dintre toate obiectele binare transneptuniene cunoscute. Această diferență mare de culoare este atipică pentru sistemele binare trans-neptuniene: componentele majorității binarelor trans neptuniene prezintă puține variații de culoare. 

## Nume
Numele satelitului este derivat din Xiangliu, monstrul șarpe veninos cu nouă capete și ministru al zeului apei Gonggong în mitologia chineză. Xiangliu este cunoscut pentru că a provocat inundații și distrugeri. Când descoperitorii lui Gonggong au propus alegeri pentru un vot public asupra numelui său, au ales figuri care aveau asociați care ar putea oferi un nume pentru satelit. Numele lui Xiangliu a fost ales de echipa sa de descoperire condusă de Csaba Kiss, care a avut privilegiul de a numi satelitul. Numele Gonggong și Xiangliu au fost aprobate de Comitetul pentru Nomenclatura Corpurilor Mici al Uniunii Astronomice Internaționale și au fost anunțate simultan de Centrul Planetelor Minore pe 5 februarie 2020. 